# Eulenfisch
Eulenfisch ist ein im Bistum Limburg halbjährlich erscheinendes Bildungs- und Kulturmagazin, das in Limburg an der Lahn produziert wird und im Verlag des Bischöflichen Ordinariats Limburg erscheint. Gründungsherausgeber ist Eckhard Nordhofen.

## Name
Eulenfisch steht für ein Konzept theologischer Erkenntnis: Glaube und Vernunft bzw. Fides et Ratio. Eule und Fisch sind hierfür eine Allegorie. Der Fisch des Glaubens verbindet sich mit der Eule als Sinnbild der Athene und Vogel der Weisheit zu einem neuen „Wesen“, dem Eulenfisch.

## Ausrichtung

### Religiöse Bildung und Kultur der Gegenwart
Das Magazin zeigt in seinen Ausgaben, wie die scheinbar gegensätzlichen Aspekte von Glaube und Vernunft zusammenfinden. Als Bildungs- und Kulturmagazin richtet sich das Magazin in erster Linie an Lehrer, zugleich aber auch an eine breitere Öffentlichkeit, insbesondere an Bildungsträger. Die Ausgaben sind thematisch orientiert. Fundierte Beiträge, die Perspektiven und neuere Kenntnisse zu gesellschaftlich relevanten Themen wie Barmherzigkeit, Helden, Zeit, Engel oder Bildtheologie anbieten, werden flankiert von Beiträgen zur Kunst und Kultur sowie einem umfangreichen Praxis-Teil mit Impulsen für einen profilierten schulischen Religionsunterricht. Die Koppelung der Printausgabe mit einer Onlinepräsenz des Magazins ermöglicht die Ergänzung der Artikel durch multimediale Inhalte, die zum Download bereitstehen.

### Theologie, Gesellschaft, Kunst
In dieser Kombination setzt sich das Magazin aus Artikeln namhafter Theologen und Philosophen wie Georg Langenhorst, Micha Brumlik, Ahmad Milad Karimi oder Holger Zaborowski sowie aus Beiträgen von Persönlichkeiten des kulturellen Lebens wie etwa Michael Triegel, Sibylle Lewitscharoff, Markus Lüpertz, Martin Walser, Brigitte Maria Mayer, Wolfgang Niedecken oder Ulla Hahn zusammen.

### Interkulturelle und interreligiöse Gespräche
Interkulturelle und interreligiöse Aspekte sind der Redaktion ein besonderes Anliegen. So beleuchtet jede Ausgabe das Heftthema aus der Perspektive des Islam oder des Judentum. Auch sind bisher Beiträge zur Flüchtlingssituation entstanden, die zusammen mit einem Interview mit Navid Kermani, die persönliche wie auch gesellschaftliche Dimensionen für die betroffenen Personen beleuchtet. Der christlich-jüdische wie christlich-islamische Dialog findet in zahlreichen Beiträgen Raum im Eulenfisch, so diskutierten beispielsweise der Publizist Micha Brumlik sowie Daniel Krochmalnik aktuelle Fragestellungen. Mouhanad Khorchide beleuchtete die Barmherzigkeit als Haupttugend der abrahamitischen Religionen aus islamischer Sicht.

### Spiritualität und Vernunft
Das christliche Leben in der Moderne spielt eine wesentliche Rolle in der Magazingestaltung. Dies spiegeln Beiträge zahlreicher Ordensleute und Geistlicher wider – etwa Reflexionen über Barmherzigkeit der Benediktinerinnen Sr. Raphaela Brüggenthies und Sr. Philippa Rath aus der Abtei St. Hildegard in Eibingen am Rhein, Ansgar Wucherpfennig SJ, Klaus Mertes SJ oder dem emeritierten Papst Benedikt XVI. Gleichwohl konfrontiert das Magazin dezidiert religiöse Perspektiven immer wieder mit kulturellen Bemühungen um ein geistlich und intellektuell reiches Leben. So finden gesellschaftliche Themen einen mystagogischen, ästhetischen wie auch ethischen Resonanzraum in Bild und Text.

## Multimedia
Das Multimediaportal eulenfisch.de ist ein crossmediales, hybrides Multimediaangebot, das Kanäle wie Print, E-Publishing, Social Media und Web vernetzt und dabei religionspädagogische Formate und Projekte miteinander verbindet sowie digital für Religionspädagogen wie Erwachsenenbildner erschließt. Eulenfisch.de bietet Religionspädagogen und Erwachsenenbildnern Anregungen für ihren Unterricht bzw. ihre Bildungsarbeit. Der crossmediale Ansatz hilft dem Nutzer, Religionsunterricht bzw. Bildungsarbeit vielfältig, valide, aktuell, abwechslungsreich und lehrplanorientiert zu gestalten.

### Eulenfisch Literatur
Eulenfisch Literatur heißt das als E-Book jeweils zur Leipziger und Frankfurter Buchmesse im Frühjahr und Herbst erscheinende Literaturmagazin. Es löste 2009 den ausführlichen Besprechungsteil der Vorgängerpublikation INFO ab. Seit 2013 erscheint Eulenfisch Literatur als E-Book. Das Literaturmagazin stellt neue Literatur unter den Rubriken Bibel, Kirche, Kunst, Philosophie und Ethik, Religionspädagogik, Theologie und Andere Religionen und Weltanschauungen vor.

### Eulenfisch Literatur Blog
Eulenfisch Literatur Blog informiert seit August 2014 über Neuerscheinungen zu allen Themen rund um Religion und Bildung.

### Eulenfisch Klassiker Theologie
Eulenfisch Klassiker Theologie heißt die seit 2012 unregelmäßig erscheinende Beilage zum Bildungsmagazin Eulenfisch. Die Reihe präsentiert und kommentiert Auszüge von Originaltexten theologischer Weltliteratur. Bisher sind erschienen Die Regel von Benedikt von Nursia in Auszügen, Texte zur Bildtheologie und Schlüsselstellen aus dem Werk der Hildegard von Bingen.

## Pressestimmen
- „Das puristische Layout des Eulenfisch lässt viel Raum für eigene Gedanken.“ - Theo. Das katholische Magazin, 1/2014
- „Ein abwechslungsreiches Heft, das zahlreiche inhaltliche und visuelle Anregungen bietet.“ – Bibel und Kirche, 4/2016

## Auszeichnungen
- Europäischer Medienpreis "Comenius EduMedia Siegel 2020" für das Multimediaportal "eulenfisch.de".[2]